# Богданова, Светлана Юрьевна
Светла́на Ю́рьевна Богда́нова (девичья фамилия — Огульник; род. 16 января 1970, Москва, РСФСР, СССР) — российская поэтесса и писательница.

## Биография
Родилась 16 января 1970 года в Москве в семье актёра Юрия Огульника (1945—2021). Окончила Литературный институт имени А. М. Горького. Обучалась на семинаре Руслана Киреева. Опубликовав три книги и роман «Сон Иокасты» в журнале «Знамя» (№ 6, 2000), который был назван критиками «лучшей большой прозой месяца» (журнал «Итоги») , ушла из литературы на шестнадцать лет. Во время этого периода занималась журналистикой, художественным творчеством, декорированием интерьеров, антиквариатом. Увлеклась винтажными украшениями (открыла свой магазин) и стала писать статьи и читать лекции по истории моды и истории украшений. О своем возвращении в литературу Светлана Богданова отзывается так: «[это] оказалось не только внешним событием, но и моим внутренним открытием и осознанным выбором. Я, безусловно, писатель».
Участник различных культурных и арт-проектов: проекта ГМИИ им. Пушкина «Мир чувственных вещей в картинках» (1998), проекта «Лирика повседневности» (совместно с кинотеатром «Киноплекс на Ленинском», 2004) и арт-группы «Шоколадное время» (2004).
Публиковалась в журналах «Новое литературное обозрение», «Знамя», «Октябрь», альманахах «Российский колокол», «Черновик», «Кольцо А», «День и ночь» и многих других.
Председатель Комитета жюри Всероссийской поэтической премии MyPrize (2018).

## Книги
- «Предвкушение», проза. М., 1996 г.
- «Возможное начало», стихи. М.: «Арго-Риск», 1997 г.
- «Родство с предметами», стихи. М.: «Автохтон», 2000 г.
- «Ностальгический газ», стихи. М.: «Стеклограф», 2018 г.
- «Сон Иокасты», роман. М.: «Стеклограф», 2018 г.
- «Москва мистическая: Встреча с волшебником», эзотерика: М.: «Амрита-Русь», 2021 г.
- «Свободный человек», избранная проза: М.: «Руграм Т8», серия «Flauberium Exclusive Prose», 2023 г.
- «Москва мистическая: Книга бессмертных», эзотерика: М.: «Амрита-Русь», 2024 г.
- «Клуб сочинителей эротики: главы и интермедии», проза. М.: «Стеклограф», 2024 г.

## Награды и премии
- Лауреат премии журнала «Новое литературное обозрение» за лучшую малую прозу в рамках Тургеневских дней в Москве, 1998 г.
- Лауреат специального приза «За изящную словесность» в рамках конкурса им. Даниила Хармса под руководством Марии Семеновой, 2017 г.